# European Land-Robot Trial
 (février 2013).
Si vous disposez d'ouvrages ou d'articles de référence ou si vous connaissez des sites web de qualité traitant du thème abordé ici, merci de compléter l'article en donnant les références utiles à sa vérifiabilité et en les liant à la section « Notes et références ».
European Land-Robot Trial (ELROB)  (français: Essai européan des robots terrestres) une organisation européenne visant l'essai des capacités des robots modernes.
ELROB n'est pas une compétition comme l'americain DARPA Grand Challenge, mais un pur test d'aptitude de la robotique européenne. Les scénarios représentent des scénarios d'application réalistes comme dans le secteur militaire et civil, sans simplification par des restrictions artificielles (par exemple le marquage reconnaissable des chaussées). Cela représente une exigence énorme aux systèmes des équipes participantes.
Le premier ELROB a été lancé en 2006 par l'armée de la République fédérale et a eu lieu du 15 au 18 mai 2006 sur le camp militaire de Hammelburg. L'objectif de la première organisation était d'encourager le développement, dans un avenir proche, des véhicules de sol sans pilote pour l'utilisation militaire.
ELROB est une idée de l'organisation « European Robotics » qui s'est fixé comme objectif de mettre en relation la science, l'industrie et les utilisateurs des robots de sécurité et de défense pour encourager leur développement.
D'après Frank E. Schneider, le président de « European Robotics » et directeur de « ELROB », l'événement aura lieu chaque année. Les années paires sous la forme de "M-ELROB" pour une orientation militaire et les années impaires sous forme de « C-ELROB » pour une orientation civile. 
Des participants académiques et commerciaux des pays européens sont admis.

## ELROB civil
L'ELROB civil (appelé C-ELROB) a lieu tous les deux ans en altérnance avec l'ELROB militaire. Elle a aussi été créée pour donner la possibilité de participation aux équipes (principalement des universités) qui ne sont pas intéressées par le domaine militaire. Puisque les militaires ne peuvent pas être recherchés ici en tant que donneurs d'ordre potentiels, en même temps l'intérêt de l'industrie de l'armement pour l'ELROB civil est encore plus faible. Malheureusement, il n'y a pas jusqu'ici d'équipe qui participe exclusivement au C-ELROB. L'entière organisation de C-ELROB est décontractée et l'atmosphère est clairement familière que le M-ELROB. Les équipes voient le C-ELROB moins comme une compétition ou présentation des puissances, mais plutôt comme possibilité d'expérimenter leurs systèmes dans un cadre réaliste et de récupérer des données complètement fraîches d'autres environs, dont ils peuvent alors tirer de nouvelles constatations.
L'organisateur voit le C-ELROB comme possibilité de développer la recherche dans certains noyaux de façon précise. Cela est atteint par le choix et l'organisation des scénarios qui sont définis en collaboration avec les participants dans les réunions d'utilisateur avant l'organisation. Une autre intention est d'animer la coopération entre recherche et industrie, ce qui 'est déjà arrivé avec des coopérations en particulier avec le "Camp Security Szenario" .

### Scénarios
En principe, il appartient aux scénarios, qu'ils doivent être surmontés avec un degré aussi élevé que possible d'autonomie. En outre, le terrain n'est pas connu à l'avance ou à très court terme, de sorte que les équipes ne peuvent pas fournir de carte détaillée du secteur. Les secteurs sont décrits aux participants par des coordonnées GPS et des photographies aériennes.

#### Surveillance et reconnaissance  (Reconnaissance and surveillance)
La tâche dans le scénario "Surveillance et reconnaissance" est, atteindre de façon la plus autonome possible un secteur prédéfini et sa reconnaissance. Lors de la reconnaissance, des points intéressants (qui sont séparément marqués) doivent être trouvés. La position doit être déterminée par les points et une photo et transmise comme résultat aux membres du jury. En outre on doit, si possible dans le temps, revenir au point de départ.

#### Navigation autonome et reconnaissance
L'objectif du scénario "Navigation autonome et reconnaissance" est de suivre un itinéraire prédéfini de quelques kilomètres, de façon la plus autonome possible. Pendant cet itinéraire, des points intéressants doivent être trouvés et repérés également de façon autonome. La position des points avec une photo doivent être transmises aux membres du jury.

#### Camp Security
Le scénario "Camp Security", exige la surveillance, de façon la plus autonome possible, d'un secteur prédéfini et la recherche des intrus (marqués) . Ces intrus doivent être repérés par le robot qui s'arrête devant pour les prendre en photos et les envoyer avec la position où il les a trouvés.

#### Transport Mule
La tâche dans le scénario "Transport Mule" est de faire bouger le robot aussi souvent que possible entre deux points définis. L'idée est d'assurer une Navette "Shuttle Service" entre deux points. Cette navette pourrait être utilisée par exemple pour le transport des produits. Ici aussi, le plus possible d'autonomie devrait être mis en place.

### Les précédents ELROBs civils

#### 2007
Le C-ELROB 2007 a eu lieu du 13 au 16 août à Monte Ceneri en Suisse (Canton Tessin). Le secteur pour les scénarios s'est trouvé en partie sur une piste d'essai de camions de l'armée suisse qui a imposé des exigences très élevées aux véhicules. 
Pendant cet ELROB, on a vu pour la première fois le scénario "Navigation autonome et reconnaissance". Sur demande, il a été introduit de différentes façons, pour pouvoir montrer aux plus grands véhicules leurs capacités. En outre, il y a eu trois versions du scénario "Surveillance et reconnaissance". Un a eu lieu dans une zone urbaine (et donc aussi au milieu des bâtiments), le deuxième dans un environnement non urbain et le troisième a mis la valeur particulière sur la relation des UAVs et des UGVs. Tous les scénarios avaient en 2007 une durée de validité maximale de 45 minutes.
Le résultat 2007 était, qu'il y a entre-temps quelques fonctions d'assistance semi-autonomes, et qu'il est possible aussi de naviguer sur un terrain difficile. Beaucoup d'équipes ont toutefois été surprises par la réalité et ont eu des grands problèmes avec la télécommunication et également avec l'approvisionnement en énergie. 
Au total, en 2007, 14 équipes ont participé, neuf d'Allemagne, deux de Pologne et respectivement une équipe de la Finlande, Suisse et du Portugal.

#### 2009
L'ELROB civil 2009 a eu lieu du 15 au 17 juin à Oulu, Finlande. On a utilisé comme terrain, un ancien jardin zoologique et une partie de la forêt publique à proximité à l'université Oulu. 
Les scénarios se sont très fortement orientés vers l'ELROB militaire 2008. Cela est arrivé à cause des participants qui désirent plus de continuité dans les scénarios, pour éviter d'avoir chaque année des conditions complètement différentes. C'est pourquoi il y a eu les quatre scénarios suivants sur cet ELROB civil :
Surveillance et reconnaissance, navigation autonome, Camp Security et transport Mule. En outre, on s'est mis d'accord sur les points suivants: Marquer tous les "points d'intérêt" et également les intrus dans le Camp Security scénario avec des ERICards, car Computer Vision n'est pas une priorité de cette manifestation. La durée de validité des scénarios était limitée à 60 minutes.
Dix équipes sont venues à l'ELROB 2009 en Finlande, sept d'Allemagne et respectivement une de France, Pologne et Finlande.

## ELROB militaire
L'organisation des ELROB militaires (appelé aussi M-ELROB), est clairement orientée vers l'identification des systèmes des robots qui pourraient être utilisés pour les tâches militaires. C'est pourquoi les tâches s'orientent très fortement vers des vrais scénarios d'application de l'armée de la République fédérale allemande et selon ses propres conditions. Ainsi, ce n'est pas par exemple une surprise lorsque, à cause de la présence d'arbres, les liaisons radio sur le M-ELROB 2008 étaient très instables et ne pouvaient absolument pas être réalisées sur de grandes distances.
Puisque ce sont les militaires qui sont les utilisateurs finaux des systèmes, il s'agit ici d'un avantage pour les (industriels) participants, car ils entrent en contact direct avec l'utilisateur et peuvent échanger avec lui et éventuellement lui faire essayer les systèmes. En même temps, ils prennent connaissance des attentes du client et se seront informés par les scénarios des problèmes possibles des systèmes.
Une grande importance est donnée au fait que les nouveaux systèmes peuvent être réalisés et utilisés à court terme. Les technologies connues doivent être utilisées pour traiter des vrais problèmes. Toutefois, il n'y a pas de garanties pour les contrats avec l'armée de la République fédérale allemande.

### Scénarios
Les scénarios de "ELROB" militaire correspondent à des situations militaires vraies comme des engagements de surveillance et de reconnaissance. En principe, il faut toujours réaliser les scénarios avec la plus grande autonomie possible. En outre, le terrain n'est pas connu à l'avance ou est connu à la dernière minute, de sorte que les équipes ne peuvent pas avoir une carte détaillée du secteur. Les secteurs sont décrits aux participants à l'aide des coordonnées GPS et des photographies aériennes.

#### Surveillance et reconnaissance (Reconnaissance and surveillance)
La tâche dans le scénario "Surveillance et reconnaissance" est d'atteindre de façon la plus autonome possible un secteur prédéfini et sa reconnaissance. Lors de la reconnaissance, des points intéressants (qui sont séparément marqués) doivent être trouvés. La position doit être déterminée par les points et une photo et transmise comme résultat aux membres du jury. En outre on doit, si possible dans le temps, revenir au point de départ.

#### Navigation autonome et reconnaissance
L'objectif du scénario « Navigation autonome et reconnaissance » est de suivre un itinéraire prédéfini de quelques kilomètres, de façon la plus autonome possible. Pendant cet itinéraire, des points intéressants doivent être trouvés et repérés également de façon autonome. La position des points avec une photo doit être transmise aux membres du jury.

#### Camp Security
Le scénario "Camp Security", exige la surveillance, de façon la plus autonome possible, d'un secteur prédéfini et la recherche des intrus (marqués). Ces intrus doivent être repérés par le robot qui s'arrête devant pour les prendre en photo et envoyer ces photos avec la position où il les a trouvés.

#### Transport convoi
Dans le scénario "Transport convoi", au moins deux véhicules doivent être navigués le plus vite possible pour atteindre un point éloigné de plusieurs kilomètres. Un chargement d'environ 50 kg doit être transporté. Un des véhicules peut être avec pilote, de sorte que la tâche peut par exemple être réduite à la poursuite autonome d'un véhicule.

#### Transport Mule
La tâche dans le scénario "Transport Mule" est de faire bouger le robot aussi souvent que possible entre deux points définis. L'idée est d'assurer une Navette "Shuttle Service" entre deux points. Cette navette pourrait être utilisée par exemple pour le transport des produits. Ici aussi, le plus possible d'autonomie devrait être mis en place.

### Précédents ELROB militaire

#### 2006
L'ELROB militaire 2006 a eu lieu du 15 au 18 mai 2006 sur le camp militaire de Hammelburg. 
2006 est la première année de ELROB, une occasion pour donner une idée sur les possibilités que la robotique peut offrir. Ainsi, il y a eu un scénario pour la navigation sur les terrains urbains y compris l'accès aux bâtiments et la navigation sur les terrains non urbains avec des secteurs peu praticables et des montées fortes. Les scénarios sont tombés dans la catégorie" Surveillance et reconnaissance" et ont un temps de parcours maximal de 30 minutes.
En  2006, 18 équipes ont participé, onze d'Allemagne, trois de la Grande-Bretagne, deux de la Suisse et respectivement une équipe du Portugal et de France.

#### 2008
L'ELROB militaire 2008 a eu lieu du 30 juin au 3 juillet 2008 sur le camp militaire de Hammelburg.
Les scénarios dans 2008 étaient déjà clairement plus variés qu'en 2006. Il y a eu "Surveillance et reconnaissance", "Navigation autonome", "Transport convoi", "Transport mule", et « Camp Security ». Ces scénarios ont exigé des capacités très différents des systèmes. En outre, vu la densité des arbres, aucune liaison radio stable n'était possible. Une version de scénario « Surveillance et reconnaissance » a eu lieu pendant la journée, et après une qualification réussie le jour, une autre version la nuit aura lieu pour certains participants. La durée de validité maximale des scénarios était de 60 minutes chacun.
Le résultat de l'ELROB 2008 était pour les organisateurs, que les UGVs télécommandés sont certes plus ou moins opérationnels, mais, vu les liaisons radio demandées, ils ne sont adaptés que pour des applications à proximité directe de l'opérateur.
Les fonctions d'assistance autonomes, comme par exemple la navigation via des points intermédiaires qui est également disponible et facilite énormément le travail si les liaisons radio sont mauvaises. 
17 équipes sont venues à l'ELROB 2008, onze équipes d'Allemagne, deux de la Grande-Bretagne et respectivement une équipe d'Italie, des Pays-Bas, de France et de Finlande.